# Oggebbio
Oggebbio – miejscowość i gmina we Włoszech, w regionie Piemont, w prowincji Cusio Ossola. Położona około 130 kilometrów na północny wschód od Turynu i około 11 kilometrów na północny wschód od Verbanii.
Według danych na rok 2004 gminę zamieszkiwało 799 osób, 40 os./km².